# Aleurotrachelus granosus
Aleurotrachelus granosus là một loài côn trùng cánh nửa trong họ Aleyrodidae, phân họ Aleyrodinae.
Aleurotrachelus granosus được Bondar miêu tả khoa học đầu tiên năm 1923.